# Handelsregister (Schweiz)
Das Handelsregister (französisch registre du commerce, italienisch registro di commercio, rätoromanisch register da commerzi) ist ein öffentliches Verzeichnis und dient der Konstituierung und der Identifikation von Rechtseinheiten, die ein Gewerbe betreiben. Als «Gewerbe» ist gemäss Handelsregisterverordnung (HRegV) «eine selbständige, auf dauernden Erwerb gerichtete wirtschaftliche Tätigkeit zu betrachten» (Art. 2 HRegV).
Das Handelsregister wird je nach Kanton kantonal oder bezirksweise durch das Handelsregisteramt geführt.

## Eintragungen
Folgende Rechtsformen müssen sich ins Handelsregister eintragen lassen:
- Einzelunternehmen mit Jahresumsatz über CHF 100'000
- Kollektivgesellschaft
- Kommanditgesellschaft
- Aktiengesellschaft
- Kommanditaktiengesellschaft
- Gesellschaft mit beschränkter Haftung (GmbH)
- Genossenschaft
- Investmentgesellschaft mit variablem Kapital (SICAV)
- Investmentgesellschaft mit festem Kapital (SICAF, ist formell eine AG)
- Kommanditgesellschaft für kollektive Kapitalanlagen
- Verein der ein nach kaufmännischer Art geführtes Gewerbe betreibt
- Stiftung
- Institut des öffentlichen Rechts

Bei der AG, GmbH, KommanditAG, Genossenschaft und Stiftung wirkt der Eintrag konstitutiv, bei den anderen deklarativ. Die SICAV, SICAF und Kommanditgesellschaft für kollektive Kapitalanlagen richten sich nach dem Kollektivanlagengesetz (KAG) und brauchen vor der (ebenfalls konstitutiven) Eintragung eine Bewilligung der Eidgenössischen Bankenkommission.
Auch Zweigniederlassungen von schweizerischen oder ausländischen Gesellschaften müssen sich im Handelsregister eintragen lassen, wenn die Voraussetzungen von Art. 53 f. HRegV gegeben sind.
Für Einzelunternehmen mit einem Jahresumsatz unter CHF 100'000 ist die Eintragung in der Regel nicht obligatorisch, jedoch freiwillig möglich. Gewisse Einzelunternehmen müssen bereits bei einem kleineren Umsatz (vgl. Art. 53 f. HRegV) oder gar nicht (freie Berufe) eingetragen werden. Vereine, die im Rahmen des nichtwirtschaftlichen Zwecks ein nach kaufmännischer Art geführtes Gewerbe betreiben, müssen sich, alle anderen dürfen sich ins Handelsregister eintragen lassen.
Familienstiftungen und kirchliche Stiftungen sind im Gegensatz zu allen anderen Stiftungen nicht zum Eintrag in das Handelsregister verpflichtet. Bei den anderen Stiftungen veranlasst das kantonale Handelsregisteramt nach dem Eintrag bei den jeweiligen Stiftungsaufsichtsbehörden (Gemeinde, Kanton, Bund) die Übernahme der Aufsicht. Besondere Bedeutung hat diese Rechtsform durch die obligatorische berufliche Vorsorge (BVG) erhalten.
Das Handelsregister enthält – je nach Rechtsform unterschiedlich – folgende Informationen:
- Name oder Firma und Sitz
- Zweck
- Organe (Verwaltungsrat, Revisionsstelle, Vorstand, Gesellschafter etc.)
- Kapital (Aktienkapital, Stammkapital etc.), bei der AG die Liberierungsquote
- zeichnungsberechtigte Personen
- gewisse weitere Bemerkungen (vor allem gestützt auf das Fusionsgesetz) sowie qualifizierte Tatbestände (Sacheinlagen, Sachübernahmen, Vorrechte etc.)

Die Aktionäre bei der AG werden im Gegensatz zu den Gesellschaftern bei der GmbH im Handelsregister nicht eingetragen.
Ist eine Tatsache im Handelsregister eingetragen, muss auch eine Änderung dieser Tatsache eingetragen werden. Wird eine solche Änderung nicht angemeldet, kann der Handelsregisterführer eine Eintragung von Amtes wegen vornehmen.
Im Schuldbetreibungs- und Konkursrecht bewirkt die Eintragung des Schuldners im Handelsregister u. U. die Anwendbarkeit der Konkurs- anstelle der Pfändungsbetreibung.

## Rechtsfolgen
Durch die Eintragung im Handelsregister entstehen Rechtsfolgen im Verkehr mit den eingetragenen Gesellschaften. Durch die positive Publizitätswirkung ist es nicht möglich, sich auf die Unkenntnis des Handelsregisterauszuges zu berufen. Umgekehrt darf nicht davon ausgegangen werden, dass ein Geschäftspartner Sachverhalte kennt, die nicht im Handelsregister eingetragen sind (negative Publizitätswirkung).

## Publikation

### Schweizerisches Handelsamtsblatt (SHAB)
Die Eintragungen im Handelsregister werden zunächst in ein Tagebuch aufgenommen und danach innert wenigen Tagen im Schweizerischen Handelsamtsblatt (SHAB) veröffentlicht. Das SHAB wird vom Staatssekretariat für Wirtschaft (SECO) veröffentlicht.
Einige Kantone veröffentlichen die Publikationen auch noch in den Kantonsblättern, dies ist jedoch keine Pflicht.
Die Konkursfähigkeit beginnt am Tag nach der Publikation im SHAB. Nach Veröffentlichung ihrer Streichung besteht die Konkursfähigkeit noch während sechs Monaten weiter.

### Einsicht ins Handelsregister
Die Daten der Handelsregister können im Internet über Zefix abgerufen werden. Sowohl der Handelsregisterauszug als auch sämtliche Belege sind öffentlich und können auf den kantonalen Handelsregisterämtern eingesehen werden.

### Expresseintragung
Gegen eine Zusatzgebühr von CHF 100–200 (Verordnung über die Gebühren für das Handelsregister, je nach Kanton verschieden) kann eine sog. Expresseintragung (auch «telegrafische Eintragung» genannt) verlangt werden. In diesem Fall wird das jeweilige kantonale Handelsregisteramt durch das Eidgenössische Amt für das Handelsregister ermächtigt, einen Handelsregisterauszug bereits vor der Publikation im SHAB zu erstellen.

### Ragionenbuch
Von 1894 bis 2004 veröffentlichte der Orell-Füssli-Verlag jährlich das sogenannte Ragionenbuch mit allen im Handelsregister eingetragenen Firmen. Im Jahr 2004 umfasste das Ragionenbuch 6 Bände. Da die Informationen in der Zwischenzeit übers Internet (Zentraler Firmenindex) tagesaktuell zur Verfügung stehen, hat sich der Verlag entschieden die Herausgabe des Ragionenbuchs einzustellen.

## Gesetzliche Grundlagen
Das Handelsregister ist im Obligationenrecht (Artikel 927 bis 943) sowie in einer ergänzenden Handelsregisterverordnung (HRegV) geregelt. In der Praxis von erheblicher Bedeutung ist auch die Verordnung über die Gebühren für das Handelsregister (SR 221.411.1)